# Astronomia amatorska

Amatorskie obserwacje meteorów z roju Perseidów

Astronomia amatorska – hobby polegające na obserwacjach ciał niebieskich widocznych gołym okiem lub przy użyciu prostych przyrządów astronomicznych.
Przy obserwacjach amatorskich wykorzystywane są najczęściej mapy nieba, programy astronomiczne (symulatory, programy do obróbki zdjęć astronomicznych), gołe oko, lornetki, teleskopy, filtry optyczne i siatki dyfrakcyjne oraz rejestratory obrazu (kamery, aparaty fotograficzne). Mimo że amatorska astronomia nie skupia się na badaniach naukowych, to amatorzy często posługują się sprzętem niewiele ustępującym aparaturze wykorzystywanej przez profesjonalnych astronomów. Astroamatorzy mają na swoim koncie wiele ważnych z punktu widzenia nauki osiągnięć, takich jak np. odkrycia nowych komet, planetoid i ich księżyców, supernowych itd. Monitorowanie zmienności gwiazd wykonywane przez liczną grupę amatorów często jest wykorzystywane w publikacjach naukowych. Wynikiem astronomicznego hobby są też odręcznie wykonywane rysunki, zdjęcia np. obiektów głębokiego nieba – publikowane w internecie lub podczas organizowanych spotkań – wykorzystywane do tworzenia kolekcji, kalendarzy astronomicznych itp.
Amatorska astronomia skupia się na obserwacjach nocnych, ale nie pomija też zjawisk dziennych takich jak zaćmienia czy plamy na Słońcu.
Umiejętność rozpoznawania gwiazd i gwiazdozbiorów to astrognozja.